# Thinzar Shunlei Yi
Thinzar Shunlei Yi (en birmano: သင်ဇာရွှန်းလဲ့ရည်; nacida el 14 de noviembre de 1991) es una activista a favor de la democracia y presentadora de televisión birmana. Después del golpe de Estado de 2021, ayudó a organizar protestas masivas contra el Tatmadaw (las Fuerzas Armadas de Birmania). Vive exiliada en Tailandia desde 2022.

## Primeros años de vida
Thinzar Shunlei Yi nació en Sagaing, la mayor de tres hijos. Siendo hija de una familia militar, pasó los primeros dieciséis años de su vida en recintos militares y apoyó al Tatmadaw cuando era niña. Se mudó cada dos años, vivió en el estado Rakáin y el estado Mon, entre otros, y asistió a varias escuelas secundarias militares. Finalmente se instaló en Rangún alrededor de 2010.
Cuando era adolescente, fue agredida sexualmente por un tutor. Experimentó depresión clínica y se culpó a sí misma por el incidente.

## Activismo político

### Antes de 2021
Tras su traslado a Rangún, Thinzar Shunlei Yi experimentó un cambio ideológico. Dejó de apoyar a los militares después de conocer a varios ex-presos políticos en el American Center local y citó a Aung San Suu Kyi como una gran influencia para su activismo posterior.
Se volvió políticamente activa por primera vez en 2012, cuando coorganizó una marcha por la paz en el Día Internacional de la Paz. Con el tiempo se convirtió en la primera mujer coordinadora nacional del Congreso Nacional de la Juventud y presidenta de la Red de Jóvenes de Rangún. Durante este tiempo, fue acosada con frecuencia en línea y sujeta a doxing en sitios pornográficos.
En 2017, cofundó y comenzó a presentar Under 30 Dialogue, un programa de televisión orientado a la juventud política en Mizzima TV. El estado del programa no está claro después del golpe de 2021.
En 2018, ella, junto con otros 16 activistas, incluido Maung Saung Kha, fueron detenidos por sus protestas contra el genocidio rohinyá. Sus juicios duraron dos años y terminaron en una condena. Expresó su decepción con Aung San Suu Kyi por su inacción durante el genocidio, a quien anteriormente consideraba un ídolo.

### 2021-presente: posterior al golpe de Estado
Tras el golpe de Estado de febrero de 2021, inmediatamente pasó a la clandestinidad para evitar un posible arresto, y se anunció formalmente una orden de arresto en marzo o abril. El doxing frecuente por parte de las cuentas a favor de la junta planteaba un riesgo de seguridad significativo; con frecuencia cambiaba de escondite en la región de Rangún. Varios de sus amigos fueron secuestrados, torturados y asesinados. En mayo, testificó a través de un enlace de video ante el Comité Selecto de Asuntos Exteriores de la Cámara de los Comunes del Reino Unido sobre el estado de Myanmar bajo la junta militar. Después de un mes y medio escondida, se refugió en la densa jungla birmana y se unió a un grupo rebelde. Después de aproximadamente un mes, durante el verano, cruzó la frontera entre Birmania y Tailandia para buscar refugio, y se desconocía su paradero exacto en enero de 2022.
En 2022 publicó una autobiografía con un periodista francés. A partir de 2022, dirige la campaña #Sisters2Sisters, que tiene como objetivo crear conciencia sobre la violencia sexual perpetrada por la junta militar, y es colaboradora frecuente en medios de comunicación occidentales como CNN y The Australian.

## Premios y honores

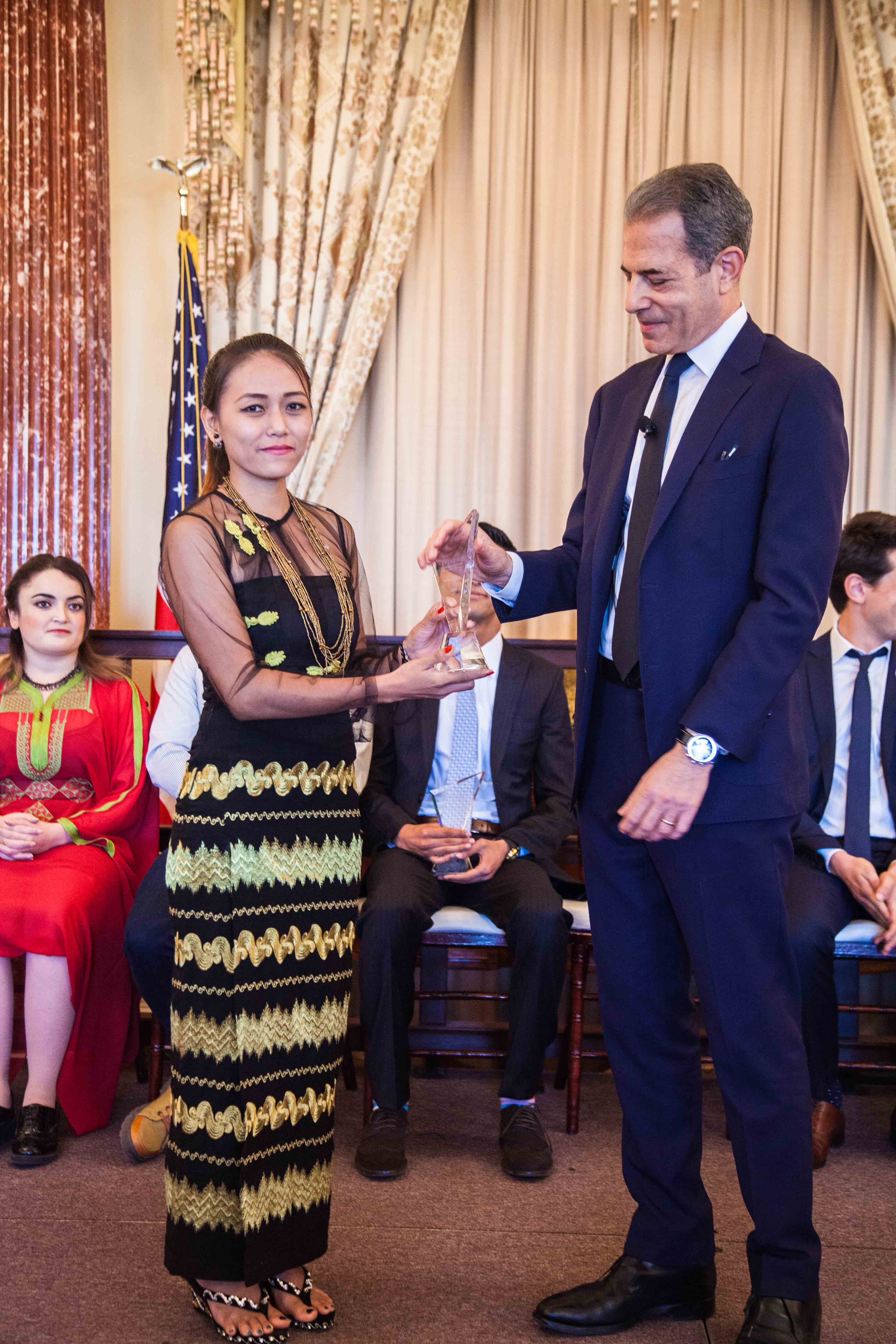
Thinzar Shunlei Yi con el subsecretario de Estado de los Estados Unidos, Richard Stengel, en la ceremonia de entrega del Premio a los Jóvenes Líderes Emergentes de 2016

En 2016, Thinzar Shunlei Yi ganó un Premio al Líder Joven Emergente del Departamento de Estado de los Estados Unidos por su organización del Foro de la Juventud de la ASEAN y las celebraciones del Día Internacional de la Juventud, junto con su activismo de salud mental.
En 2019, ganó en la categoría de Medios y Comunicaciones de los Premios Mujeres del Futuro del Sudeste Asiático.
En 2022, recibió el Premio Magnitsky de Derechos Humanos a la Joven Activista Destacada por su defensa de los desplazados internos en el estado Kachin, por su organización de marchas por la paz en el Día Internacional de la Paz y por el establecimiento de la campaña #Sisters2Sisters.